# Oslojolle

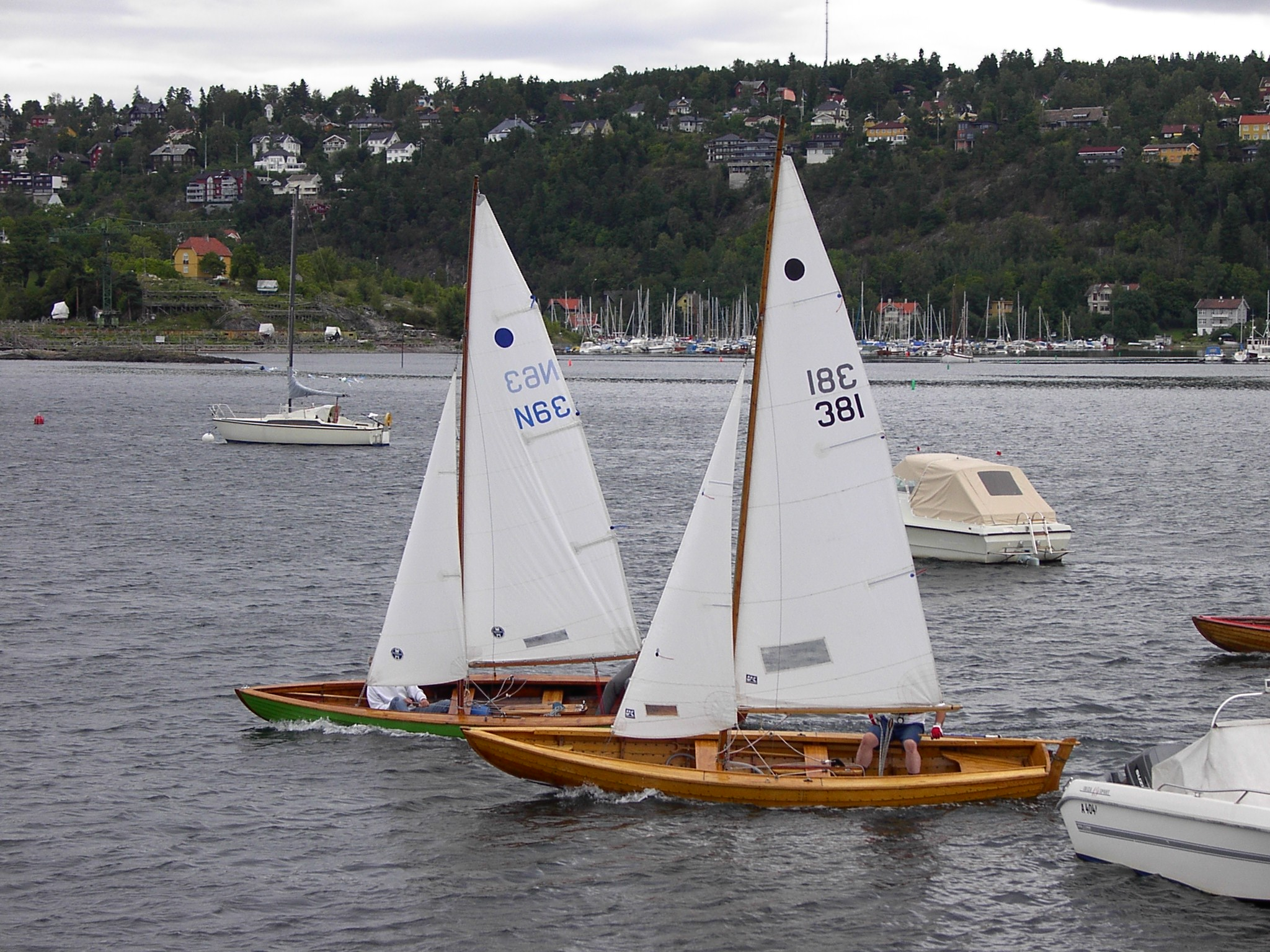
Zwei Oslojollen im Bunnefjord bei Oslo.

Die Oslojolle ist eine offene oder halboffene Jolle in Klinkerbauweise von 18 Fuß Länge. Sie wurde 1936 vom norwegischen Konstrukteur Erling L. Kristofersen entwickelt.
Die Besegelung ist ein Fock- und ein Großsegel, obwohl die ersten Exemplare mit einem Luggersegel geriggt wurden. Später wurde ein Bermudarigg mit 7,5 m² oder 9 m² Segelfläche geriggt, wobei das größere Rigg eine leichte Übertakelung im heimischen Revier darstellt. Das Schwert ist aus Eisen. Die Oslojolle war in den 1950er bis 1970er Jahren ein beliebtes Boot in Südnorwegen und im Oslofjord.
Ab 1964 produzierte die Sverre Westermoen Båtbyggeri in Sørlandet Oslojollen aus GFK und gewann damit 1965 die Auszeichnung «Merket for god design». Die erste GFK-Version war ähnlich dem Holzboot mit einem Vor- und Achterdeck versehen, das zum Innenraum hin offen war. In einer späteren Version war der Raum unter den Decks nicht mehr zugänglich.
2009 stellte die finnische Werft Charger Composites neu aufgelegte Boote aus GFK auf der Bootsmesse in Helsinki vor.